# Искра, Ян

Герб рода Искра

Ян Искра из Брандиса (чеш. Jan Jiskra z Brandýsa, венг. János Giskra, около 1400, Брандис-над-Орлици — 1469) — чешский и венгерский полководец и дипломат. Был военачальником гуситских войск на территории нынешней Словакии и наёмником Габсбургов. Оказывал поддержку кандидату на венгерский престол Ладиславу Постуму.

## Биография
Вероятно, родился в селении Брандис-над-Орлици. В XIII в., шляхетский род Искра разделился на две ветви: на чешскую и на моравскую, из которой происходил Ян.
В юности обучался боевому мастерству в Италии. Согласно некоторым источникам[каким?], участвовал в нескольких морских сражениях на стороне Венецианской республики.

### На службе у Елизаветы Люксембургской
После битвы у Липан (1434), вместе с другими наёмниками из числа гуситов поступил на службу к Сигизмунду Люксембургскому. Воевал против турок в районе Белграда. После смерти Сигизмунда (1437), трон занимает Альбрехт II Габсбург. Его супруга, Елизавета Люксембургская, после коронации сына, Ладислава Постума, едет в Дьёр. Там, в мае 1440 года она нанимает Яна Искру. Чешские наёмники сопровождают короля, его мать и Корону святого Иштвана в Пожонь (Братислава). 
Елизавета пригласила к себе на службу известного военачальника гуситов, авантюриста Яна Искру. Королева доверила ему командование всеми вооружёнными силами в краях Подтатранских.
 — писал русский историк А. И. Степович.
Елизавета наградила Яна землями в Верхней Венгрии, после чего он оказывал поддержку юному Ладиславу в борьбе за венгерские владения против Владислава III.
Ян Искра, возглавляя войско гуситов, в короткий период времени занимает Левочу, Бардеёв, Кремницу, Банску-Штьявницу, Прешов и Кежмарок. На этих территориях он организует чеканку монет с именем Ладислава Постума. Там же строится ряд оборонительных сооружений, отрезающих Владислава III от Польши и обеспечивающих защиту сельской местности. Ян ввёл налоги и пригласил в построенные замки ремесленников из Чехии и Моравии.

### Борьба против Яноша Хуньяди
После смерти королевы Елизаветы (1442), Ян Искра был назначен главнокомандующим войск Ладислава Постума. В 1446 году регентом Ладислава был избран Янош Хуньяди. Венгерский Сейм, призванный управлять государством от имени Ладислава, постановил Хуньяди в 1449 году ликвидировать гуситскую армию Искры, занимавшую комитаты, захваченные ещё при Елизавете Люксембургской. Между тем, среди самих гуситов не было единства. Часть чешских наёмников не подчинялась приказам Яна Искры и мародёрствовала в комитатах Спиш и Шарош, преследуя католическое духовенство. Результатом похода Хуньяди на гуситов стало перемирие в Мезёкёвешде в марте 1450 года. Кошице, Левоча, Бардеёв, Прешов, Банска-Штьявница и другие земли остались во владении Яна Искры.
Ян и после этого отказался признать кандидатуру регента и продолжил чеканку монет. На его призыв из Чехии приходят новые отряды гуситов. Монастырь в городе Лученец становится укреплённым фортом, откуда наёмники совершают мародёрские вылазки в близлежащие земли. В 1451 году Ян разбивает войска Хуньяди под Лученцом и захватывает всю Верхнюю Венгрию кроме Эгера.
По решению Сейма 1452 года, земли Яна Искры были конфискованы и пожалованы графу Ульрику Циллеи. Вскоре после этого Ян покинул Венгрию.

### На службе у Матьяша I
В 1455 году, граф Ульрик приглашает назад чешских наёмников во главе с Яном Искрой, чтобы укрепить свои позиции в Венгрии. Наёмники с небольшими успехами противодействуют гуситским мародёрам в Верхней Венгрии. В 1457, Ян принимал участие в аресте Ладислава Хуньяди, а также подавлял восстание недовольных его казнью.
После смерти Ладислава Постума, королём Венгрии был провозглашён младший брат Хуньяди — Матьяш. Ян Искра поступил на службу новому королю, так как тот был поддержан чешским королём Йиржи из Подебрад. Вскоре после найма гуситов Искры, мародёрства вновь продолжились. При этом, Ян признал притязания Казимира IV на венгерский престол законными и стремился к заключению союза с Тевтонским орденом. Ян играл на противоборстве Матьяша Корвина и Фридриха III. Поддержав Фридриха, он атаковал союзника Матьяша — эрцгерцога Альбрехта VI.
Заинтересованность Фридриха в продолжении войны иссякла после смерти Альберта и победы над Имре и Иштваном Запольяи. Ян Искра письменно поклялся в верности Матьяшу I. Король принял его клятву, возместил 25000 форинтов за потерянные владения в Верхней Венгрии и пожаловал два замка в Араде.
Позднее, Искра женился на племяннице венгерского палатина Михая Орсага (венг. Mihály Országh). Продолжая служить Матьяшу Корвину, командовал королевской армией в кампании против молдавского господаря Стефана III.

### Смерть
Дата и причина смерти неизвестны. Последнее упоминание о нём в источниках как о военачальнике короля Матиаша относится к 1468 году. В королевском письме от 6 февраля 1471 года о нём уже пишется как об умершем.